# Yamaha YZF 1000 R Thunderace
YZF-1000 Thunderace – japoński motocykl produkowany w latach 1996-2003 przez Yamaha Motor Company.
YZF-1000 zaprezentowany został w roku 1995 w Paryżu. Tym modelem przedsiębiorstwo Yamaha próbowało zdominować sektor motocykli sportowych w klasie litrowej (1000 cm³) w który od lat 1992–1996 był zdominowany przez motocykl Hondy a mianowicie model 900 Fireblade. Yamaha miała nadzieje, że maszyna o nazwie Thunderace (ang. As Grzmotu) pokona model Fireblade, ale się rozczarowała.
Teoretycznie pod względem danych technicznych model Thunderace wyglądał na bardzo silny motocykl, i tak było w istocie – jego konstrukcja została oparta na legendarnym silniku starego FZR1000 EXUP, jednak znacznie go zmodernizowano i umieszczono w nowo zaprojektowanym stylowym nadwoziu. Silnik z modelu FZR został przebudowany, dzięki czemu zyskał wówczas imponujące 107 kW (146 KM). Jednostkę napędową umieszczono w nowej, opartej na konstrukcji zastosowanej w modelu YZF750 ramie aluminiowej, z nowym zawieszeniem i hamulcami.
Mając masę 198 kg na sucho nowy motocykl był znacznie lżejszy niż jego poprzednik model FZR1000 EXUP, ale nadal pozostawał w tyle za modelem FireBlade, który ważył w stanie suchym zaledwie 184 kg, ponadto model YZF-1000 wydawał się większy, dłuższy i po prostu mniej dynamiczny niż sportowy motocykl Hondy. Szczególnie dawało się to odczuć na torze lub ciasnych krętych serpentynach.
Jednak w odpowiednich rękach model YZF jest nadspodziewanie szybki. Silnik EXUP zapewnia ogromną moc i jeszcze większą elastyczność na każdej z prędkości obrotowych przez co wystarczająca jest 5-stopniowa skrzynia biegów.
W latach 1996–1998 model Thunderace był sztandarowym modelem Yamahy jednak wraz z nadejściem modelu YZF R1 został on w roku 1998 odsunięty do segmentu motocykli sportowo-turystycznych i nadal produkowany obecnie cieszy się opinią motocykla bardzo wszechstronnego i dzięki dobrej elastyczności i wystarczającym osiągom znajduje wielu wielbicieli.

## Dane techniczne
| Marka i model                 | YZF-1000 Thunderace                  |
| ----------------------------- | ------------------------------------ |
| Lata produkcji                | 1996-2003                            |
| Rozstaw osi (mm)              | 1430                                 |
| Waga pojazdu / całkowita (kg) | 233 / 420                            |
| Rozmiar kół motocykla (mm)    | P: 120/70 ZR17 – T: 180/55 ZR17      |
| Pojemność skok. (cm³)         | 1002                                 |
| Typ silnika                   | R4-20v DOHC                          |
| Skrzynia biegów (M/A)         | 5-biegowa sekwencyjna (S)            |
| Stopień sprężania             | 11,5:1                               |
| Moc                           | 107 kW (146KM) przy 10000 obr / min. |
| Maks. moment obrotowy         | 108Nm przy 8500 obr / min.           |
| Osiągi                        |                                      |
| 0–100 km/h                    | 2.9 s                                |
| 0–200 km/h                    | 8.5 s                                |
| Prędkość maksymalna (km/h)    | 295                                  |
| Ekonomika (l)                 | Trasa – 5 / Mieszana 6 / Miasto 7,8  |
| Zbiornik paliwa (l)           | 20,0 + 4,5 (rezerwa)                 |